# Bill Polian
William Patrick Polian Jr., detto Bill (8 dicembre 1942), è un dirigente sportivo statunitense, prima general manager dei Buffalo Bills e poi presidente degli Indianapolis Colts della National Football League (NFL).
È stato inserito nella Pro Football Hall of Fame nel 2015.

## Carriera

### Buffalo Bills
Polian fu il general manager di Buffalo dal 1986 al 1993. Quando fu promosso in quel ruolo il 30 dicembre 1985, i Bills venivano da due stagioni consecutive con un record di 2–14 e l'interesse dei tifosi attorno alla squadra era il più basso di sempre. Polian era stato assunto in origine come direttore del personale professionistico il 2 agosto 1984. Uno dei suoi primi contributi fu la firma del primo contratto professionistico di Bruce Smith. Polian fu premiato come dirigente dell'anno per due volte, nel 1988 e 1991. Il 4 febbraio 1993, dopo che i Bills raggiunsero, e persero, il loro terzo Super Bowl consecutivo, Bill fu licenziato.
Nel 2012, Polian fu inserito nel Buffalo Bills Wall of Fame.

### Carolina Panthers
Polian fu il general manager dei neonati Carolina Panthers dal 1994 al 1997. Tentò di creare la più veloce vincitrice del Super Bowl di tutti i tempi, riuscendoci quasi, con la squadra che raggiunse la finale della NFC solamente al suo secondo anno di esistenza. Questo lo portò alla promozione di presidente e general manager degli Indianapolis Colts.

### Indianapolis Colts
Nel 1997, i Colts avevano terminato col peggior record della lega. Polian decise di ricostruire attraverso il draft, dove, in possesso della prima scelta assoluta nel Draft 1998, scelse Peyton Manning. Nei suoi quattordici anni da dirigente, i Colts rimasero sempre ai vertici della lega, raggiungendo due Super Bowl nel 2006 e 2009, vincendo il Super Bowl XLI.
Polian fu licenziato dal proprietario Jim Irsay dopo che i Colts, privi per tutto l'anno di Manning per infortunio, terminarono la stagione 2011 con un record di 2-14. In seguito divenne un analista per ESPN.